# Morinda hollrungiana
Morinda hollrungiana är en måreväxtart som beskrevs av Theodoric Valeton. Morinda hollrungiana ingår i släktet Morinda och familjen måreväxter. Inga underarter finns listade i Catalogue of Life.